# Bahnstrecke Ebersdorf b.Coburg–Neustadt b.Coburg
| |                         |                             |                             |
| Streckennummer: | 5124                    |                             |                             |
| Kursbuchstrecke (DB): | 831                     |                             |                             |
| Kursbuchstrecke: | 164e (1934) 418q (1946) |                             |                             |
| Streckenlänge: | 30,2 km                 |                             |                             |
| Spurweite: | 1435 mm (Normalspur)    |                             |                             |
| Minimaler Radius: | 300 m                   |                             |                             |
| |                         |                             |                             |
| \| \| \| von Coburg \| \| \| \| 0,00 \| Ebersdorf (b Coburg) \| 329 m ü. NN \| \| \| \| nach Lichtenfels \| \| \| \| 1,90 \| Frohnlach \| Frohnlach \| \| \| 5,74 \| Sonnefeld \| Sonnefeld \| \| \| 7,84 \| Weidhausen (b Coburg) \| 309 m ü. NN \| \| \| 12,35 \| Mödlitz \| 299 m ü. NN \| \| \| \| Steinach \| \| \| \| 14,87 \| Leutendorf (b Coburg) \| 290 m ü. NN \| \| \| \| Steinach \| \| \| \| 17,80 \| Hof-Steinach \| 306 m ü. NN \| \| \| 20,36 \| Wörlsdorf-Hassenberg \| 310 m ü. NN \| \| \| \| Steinach \| \| \| \| 22,84 \| Fürth am Berg \| 318 m ü. NN \| \| \| \| Grenze Bayern / Thüringen \| \| \| \| 25,67 \| Heubisch-Mupperg \| 333 m ü. NN \| \| \| \| Steinach \| \| \| \| \| Grenze Thüringen / Bayern \| \| \| \| 28,93 \| Neustadt-Süd \| Neustadt-Süd \| \| \| \| von Coburg \| \| \| \| 30,24 \| Neustadt (b Coburg) \| 344 m ü. NN \| \| \| \| nach Ernstthal am Rennsteig \| \| |                         |                             |                             |
| Strecke |                         | von Coburg                  | von Coburg                  |
| Bahnhof | 0,00                    | Ebersdorf (b Coburg)        | 329 m ü. NN                 |
| Abzweig ehemals geradeaus und nach rechts |                         | nach Lichtenfels            | nach Lichtenfels            |
| Haltepunkt / Haltestelle (Strecke außer Betrieb) | 1,90                    | Frohnlach                   | Frohnlach                   |
| Bahnhof (Strecke außer Betrieb) | 5,74                    | Sonnefeld                   | Sonnefeld                   |
| Bahnhof (Strecke außer Betrieb) | 7,84                    | Weidhausen (b Coburg)       | 309 m ü. NN                 |
| Bahnhof (Strecke außer Betrieb) | 12,35                   | Mödlitz                     | 299 m ü. NN                 |
| Brücke über Wasserlauf (Strecke außer Betrieb) |                         | Steinach                    | Steinach                    |
| Bahnhof (Strecke außer Betrieb) | 14,87                   | Leutendorf (b Coburg)       | 290 m ü. NN                 |
| Brücke über Wasserlauf (Strecke außer Betrieb) |                         | Steinach                    | Steinach                    |
| Bahnhof (Strecke außer Betrieb) | 17,80                   | Hof-Steinach                | 306 m ü. NN                 |
| Bahnhof (Strecke außer Betrieb) | 20,36                   | Wörlsdorf-Hassenberg        | 310 m ü. NN                 |
| Brücke über Wasserlauf (Strecke außer Betrieb) |                         | Steinach                    | Steinach                    |
| Bahnhof (Strecke außer Betrieb) | 22,84                   | Fürth am Berg               | 318 m ü. NN                 |
| Grenze (Strecke außer Betrieb) |                         | Grenze Bayern / Thüringen   | Grenze Bayern / Thüringen   |
| Bahnhof (Strecke außer Betrieb) | 25,67                   | Heubisch-Mupperg            | 333 m ü. NN                 |
| Brücke über Wasserlauf (Strecke außer Betrieb) |                         | Steinach                    | Steinach                    |
| Grenze (Strecke außer Betrieb) |                         | Grenze Thüringen / Bayern   | Grenze Thüringen / Bayern   |
| Haltepunkt / Haltestelle (Strecke außer Betrieb) | 28,93                   | Neustadt-Süd                | Neustadt-Süd                |
| Abzweig ehemals geradeaus und von links |                         | von Coburg                  | von Coburg                  |
| Bahnhof | 30,24                   | Neustadt (b Coburg)         | 344 m ü. NN                 |
| Strecke |                         | nach Ernstthal am Rennsteig | nach Ernstthal am Rennsteig |

Die Bahnstrecke Ebersdorf b.Coburg–Neustadt b.Coburg war eine 30 Kilometer lange eingleisige Nebenbahn im Landkreis Coburg, die von Ebersdorf über Weidhausen und Hof-Steinach nach Neustadt bei Coburg führte.
Da die Strecke ab Leutendorf der Steinach folgte, hat sie in der Literatur den Namen Steinachtalbahn. Eine weitere Bezeichnung war Karussellbahn, weil zusammen mit der Bahnstrecke von Neustadt über Coburg nach Ebersdorf eine Ringbahn vorhanden war, auf der auch durchgehende Zugverbindungen Coburg–Ebersdorf–Hof-Steinach–Neustadt–Coburg bestanden.

## Streckenbeschreibung

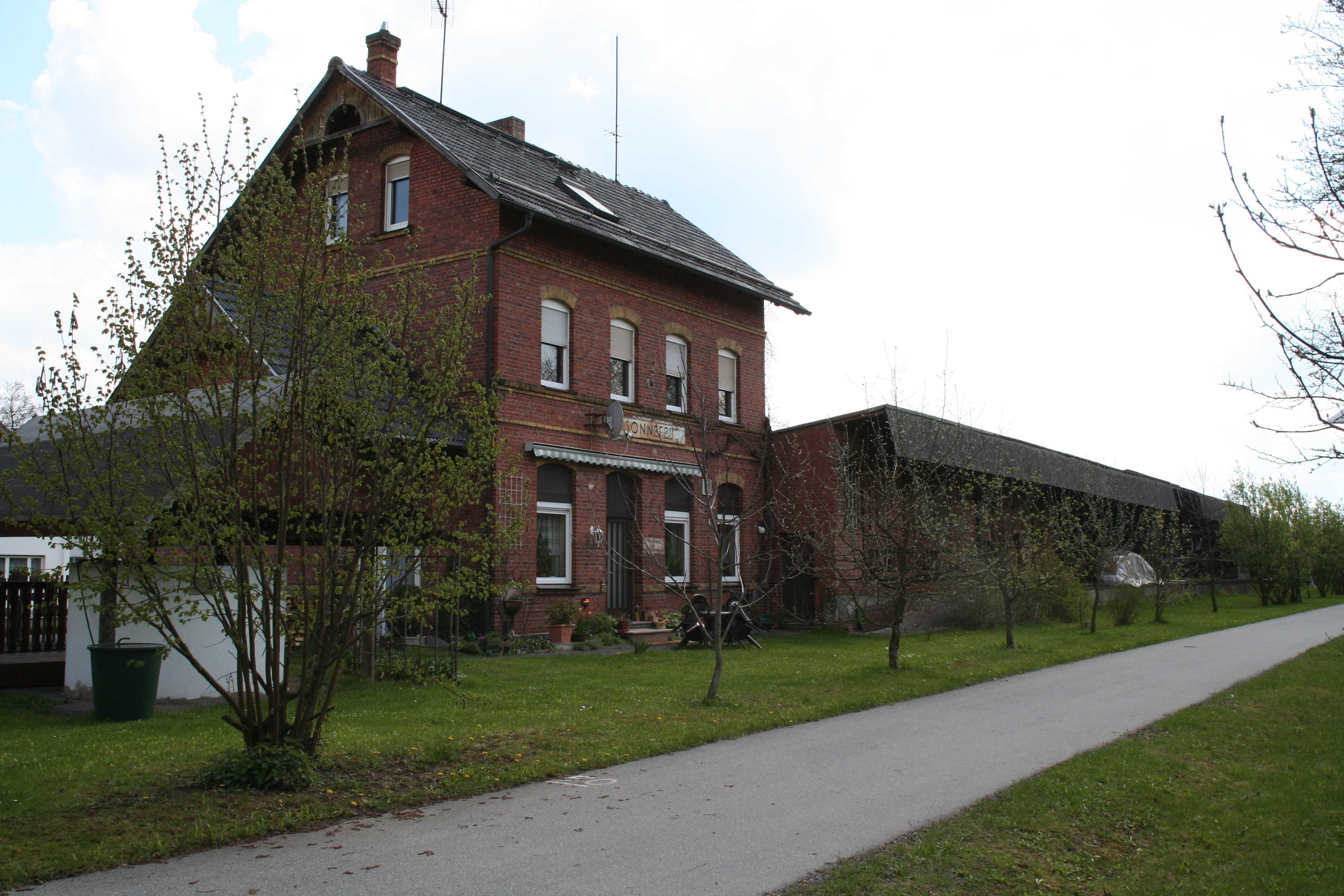
Bahnhof Sonnefeld

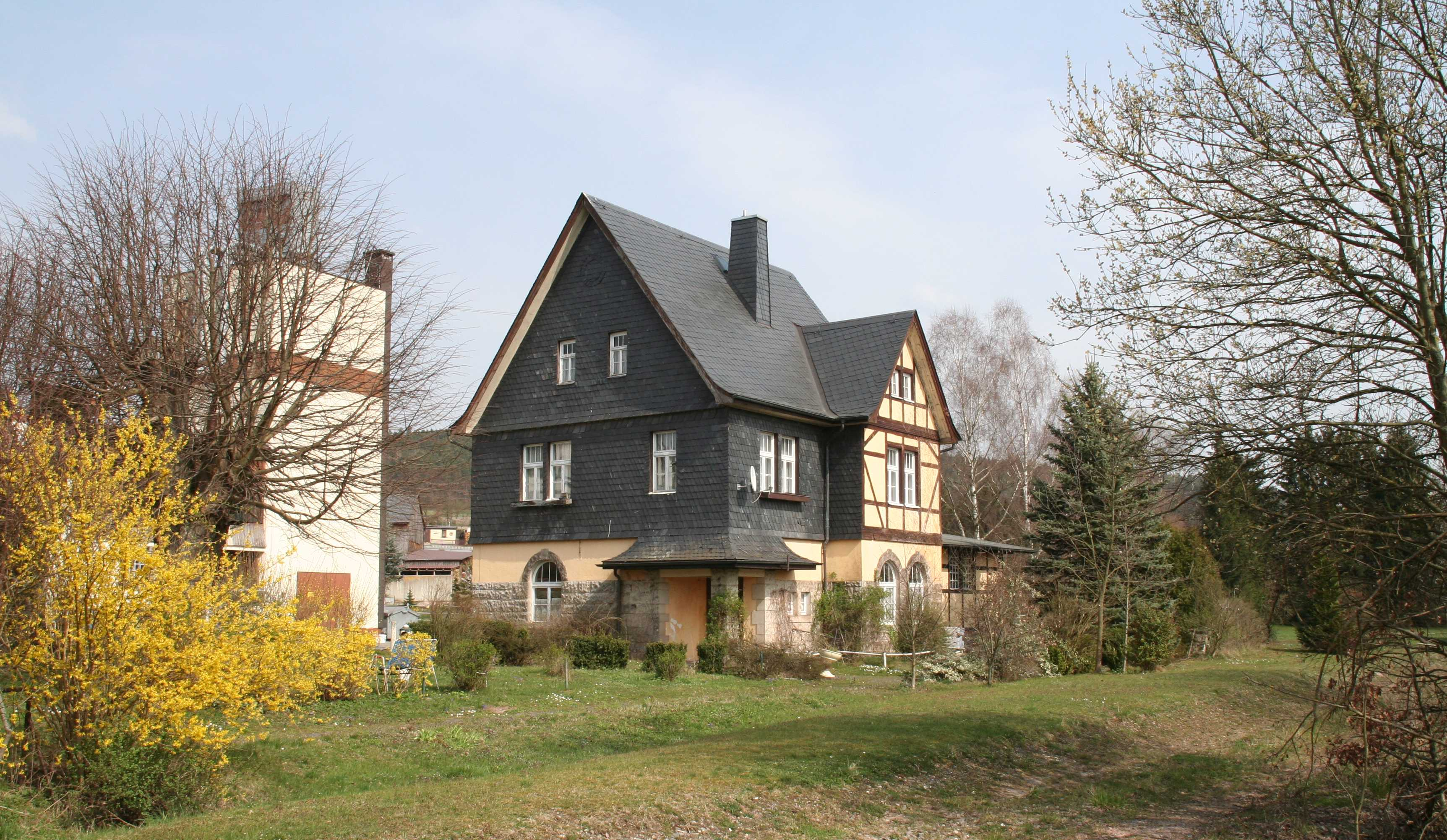
Bahnhof Mödlitz

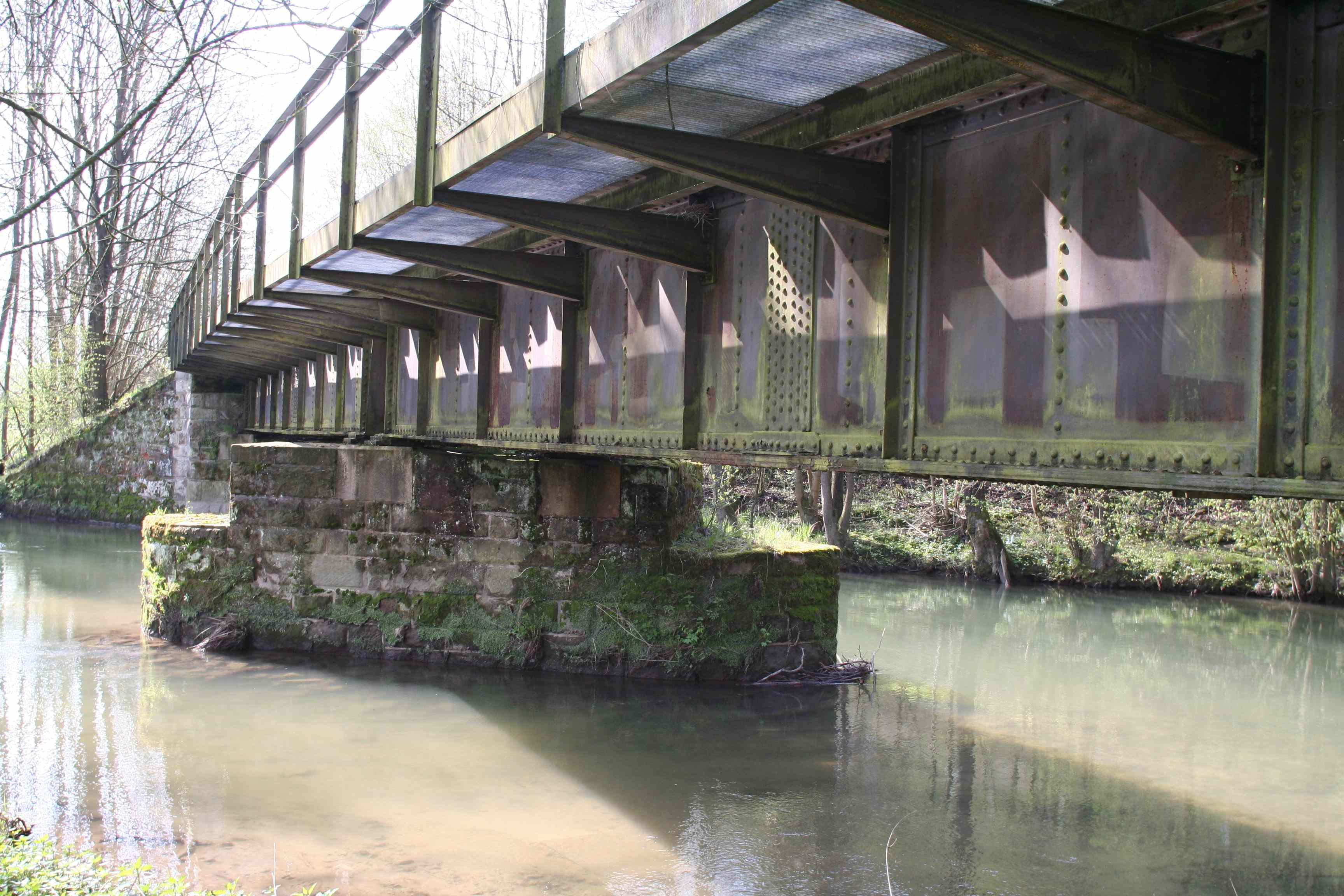
Steinachbrücke bei Leutendorf

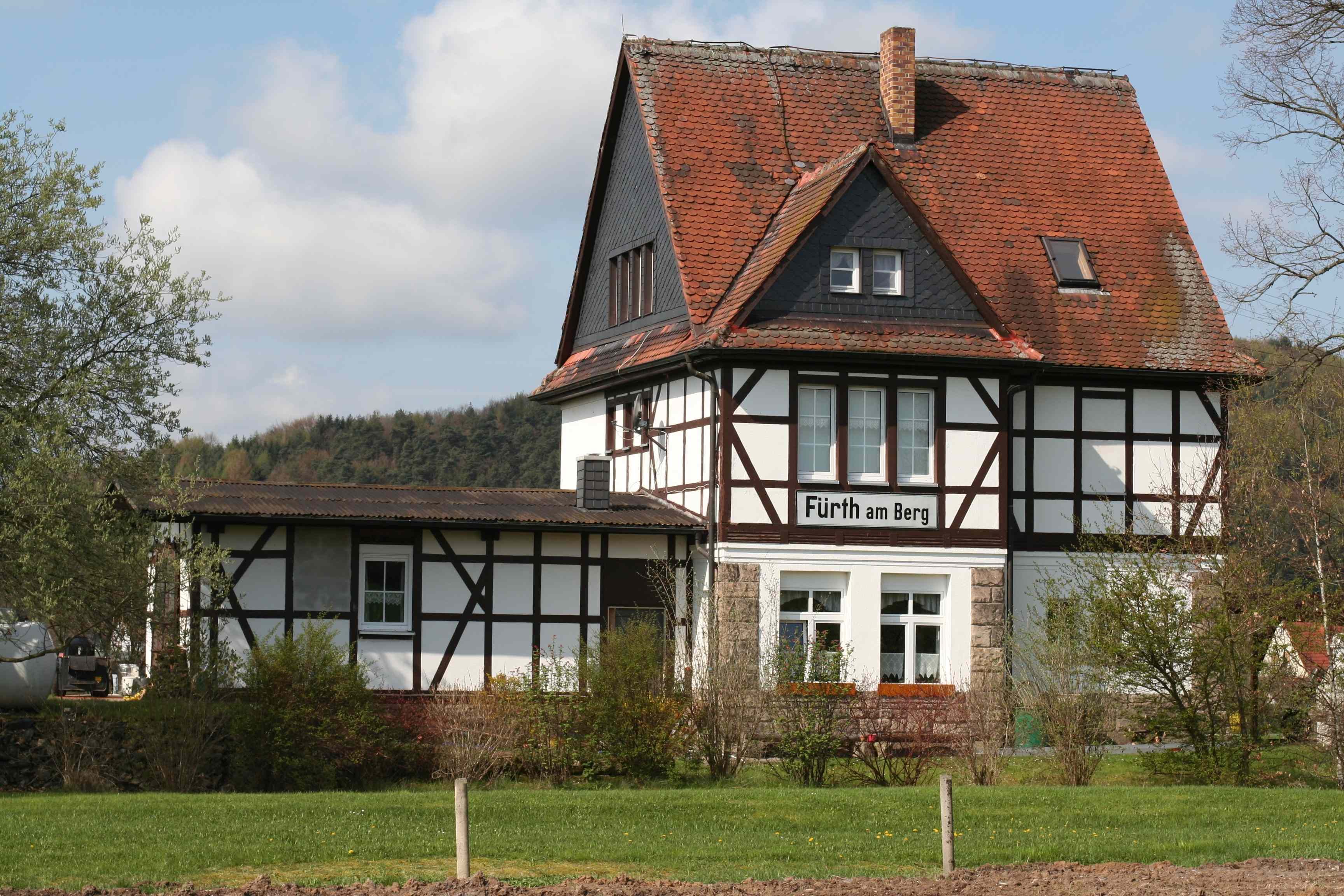
Bahnhof Fürth am Berg

Die Strecke zweigte auf der nördlichen Seite des Ebersdorfer Bahnhofs von der Bahnstrecke Coburg–Lichtenfels ab und verlief in östlicher Richtung über Frohnlach nach Sonnefeld. Dort bog die Bahn in Richtung Süden nach Weidhausen ab. Hinter Weidhausen führte die Trasse wieder in östlicher Richtung durch den Sonnefelder Forst mit ungefähr 20 Metern Höhenunterschied hinunter ins Steinachtal. Dabei wurde die parallel verlaufende Landesgrenze des Herzogtums Sachsen-Coburg mit dem Königreich Bayern nicht überquert. Ab Leutendorf, wo die Strecke erstmals die Steinach kreuzte, verlief die Trasse in nördliche Richtung parallel zur Steinach, zuerst im Flusstal und nach einer erneuten Flusskreuzung bei Hof an der Steinach am östlichen Hang entlang bis Wörlsdorf. Der Bahnhof Hof-Steinach besaß eine Lokstation und war Außenstelle des Bahnbetriebswerkes Coburg. Hinter Wörlsdorf wurde die Steinach ein drittes Mal gekreuzt vor Fürth am Berg, anschließend folgte das thüringische Heubisch-Mupperg, wo die Trasse zum letzten Mal die Steinach überquerte und in Richtung Nordwesten nach Neustadt führte. Während die beiden älteren Bahnhöfe von Sonnefeld und Weidhausen aus rotem Ziegelmauerwerk hergestellt waren, wurden die restlichen Stationsgebäude als Fachwerkhäuser errichtet.
Der kleinste Bogenhalbmesser betrug 300 Meter, die größte Neigung war 1:62,5.

## Geschichte
Im Jahr 1897 wurde zwischen dem Königreich Preußen und dem Herzogtum Sachsen Coburg und Gotha ein Staatsvertrag über den Bahnbau geschlossen, nachdem das Korbmachergewerbe Sonnefelds und Weidhausens dazu jahrelang gedrängt hatten. Am 1. August 1901 wurde der erste Streckenabschnitt zwischen Ebersdorf und Weidhausen eröffnet. Erst im Jahre 1913 wurde ein zweiter Staatsvertrag über die Weiterführung der Strecke durch das Steinachtal nach Neustadt, den insbesondere Neustadt angestrebt hatte, abgeschlossen. Die Einweihung des zweiten Streckenabschnittes erfolgte erst am 1. November 1920, da die Bauarbeiten während des Ersten Weltkrieges eingestellt waren. Bei der Reichsbahn trug die Strecke, welche zur Reichsbahndirektion Erfurt gehörte, die Kursbuchstreckennummer 164e; die Fahrzeit der Personenzüge betrug ungefähr 70 Minuten. 1939 verkehrten werktags fünf Personenzüge in jeder Richtung.
Der Streckenabschnitt von Kilometer 23,5 bis 27,3 mit dem Bahnhof Heubisch-Mupperg lag auf thüringischem Gebiet. Im Sommer 1945 wurde durch die Grenzziehung der Zugverkehr dort unterbrochen und das Teilstück schon 1954 zurückgebaut. Zwischen Neustadt-Süd und der innerdeutschen Grenze erfolgte der Gleisabbau 1976. Auf dem 23 Kilometer langen Streckenteil zwischen Ebersdorf und Fürth am Berg wurde bis zum 1. Juni 1975 der Reisezugbetrieb aufrechterhalten. Die Fahrzeit auf der Kursbuchstrecke 831 betrug rund 40 Minuten, meist wurde die Baureihe 86 als Lokomotive eingesetzt, zum Schluss der Schienenbus. 1963 waren es werktags jedoch nur noch zwei Zugpaare, die übrige Bedienung erfolgte mit dem Bus. Der Güterverkehr wurde noch einige Jahre aufrechterhalten, ehe am 1. August 1986 die Stilllegung des Abschnittes Wörlsdorf–Fürth erfolgte und drei Jahre später, am 27. Mai 1989, Hof-Steinach–Wörlsdorf. Am 30. Mai 1992 wurde der Güterverkehr auf dem Reststück Ebersdorf–Hof-Steinach eingestellt. Von 1992 bis 1993 wurde die Strecke zwischen Weidhausen und Hof-Steinach abgebaut. Der letzte Streckenabschnitt von Ebersdorf bis Weidhausen folgte im Jahr 2000, nachdem sich eine geplante Reaktivierung nicht umsetzen ließ. Die Streckennummer war 5124. Seit dem Rückbau sind noch einige Bahnhöfe und Brücken als Streckenreste vorhanden.